# Аверченко, Михаил Константинович
Михаи́л Константи́нович Аве́рченко (26 февраля 1938, Боровые, Лудзенский район, Латвийская ССР, СССР — 7 августа 2001, Йошкар-Ола, Марий Эл, Россия) — советский и российский оперный певец, тенор-баритон, актёр театра. Солист Марийского театра оперы и балета имени Э. Сапаева (1968—1974, 1992—2001), актёр Республиканского театра кукол (Йошкар-Ола) (1989—1992). Народный артист Республики Марий Эл (1997). Заслуженный артист Марийской АССР (1982).

## Биография
Родился 26 февраля 1938 года в деревне Боровые ныне Лудзенского района Латвии в семье батраков. Позже с семьёй переехал в п. Вецслабад. Его отец Константин Стесис-Аверченко в 1944 году был расстрелян фашистами за связь с партизанами, а мать Аполонию Кристаповну угнали на принудительные работы в Германию. С 6 лет — узник концлагеря Саласпилс (вблизи Риги). Впоследствии его горькое детство стало сюжетом советско-польского фильма «Помни имя своё» (1975). 
После освобождения советскими войсками вместе с другими детьми концлагеря был отправлен в детдом Риги, откуда его забрал в свою многодетную семью брат отца. Позже из немецкого плена вернулась его мать, которая забрала сына к себе. 
После окончания Вецслабодской 7-летней школы поступил в Лудзенское ремесленное училище, затем продолжил учёбу в железнодорожном училище Даугавпилса. Получил профессию слесаря по ремонту вагонов и был направлен в Ригу на авиаремонтный завод. 
В 1968 году окончил Ленинградскую консерваторию (вокальный факультет). Получил приглашение в Мариинский театр, но по совету марийского артиста А. Венедиктова и дирижёра Г. Таныгина выбрал Йошкар-Олу, где стал солистом вновь созданного Марийского музыкального театра. 
В 1974—1976 годах служил в Воронежской областной филармонии, затем — в Горьковском академическом театре драмы. В октябре 1976 года вернулся в Марийский музыкально-драматический театр.
В 1985—1989 годах — солист Тульской областной филармонии.
В 1989—1992 годах — актёр Республиканского театра кукол (Йошкар-Ола).
В 1992—2001 годах — солист Марийского театра оперы и балета имени Э. Сапаева.  
Скончался 7 августа 2001 года в Йошкар-Оле во время выступления на сцене Дворца культуры им. XXX-летия Победы от сердечного приступа. 

## Семья
Женат, супруга – оперная певица, заслуженная артистка Марий Эл З. А. Басова.

## Работа в театре
Ещё во время работы на заводе в Риге стал активным участником художественной самодеятельности, пел в ВИА «Дзинтарс».  
Проработал в театральной и филармонической системе с перерывами более 30 лет. В Марийском театре оперы и балета исполнил около 20 партий разноплановых героев как в операх, так и в опереттах: партии Ленского, Мефистофеля, Риголетто, Фигаро и др., в том числе из марийского национального репертуара (партии Эвая и Сави в первой марийской опере Э. Сапаева «Акпатыр»). Во время исполнения делал акцент на одной, близкой ему черте характера оперного персонажа, умел наделять своих героев внутренней энергией, которая потом многопланово раскрывалась в течение спектаклей. Как солист обладал уникальными голосовыми связками, за счёт чего пел не только тенором, но и баритоном, а сам голос отличался гибкостью и силой. За эту особенность исполнения его называли «марийским Карузо». Одним из близких друзей его семьи был народный писатель Марийской АССР А. С. Крупняков.
За вклад в развитие театрального и музыкального искусства в 1982 году ему было присвоено звание «Заслуженный артист Марийской АССР», а в 1997 году — почётное звание «Народный артист Республики Марий Эл». 

## Репертуар
Список основных партий М. К. Аверченко:
- Эвай, Сави («Акпатыр» Э. Сапаев)
- Роберт, Ибн-Хакиа («Иоланта» П. Чайковский)
- Ленский, Трике («Евгений Онегин» П. Чайковский)
- Грязной («Царская невеста» Н. Римский-Корсаков)
- Фигаро («Севильский цирюльник» Дж. Россини)
- Риголетто («Риголетто» Дж. Верди)
- Скрапиа («Тоска» Дж. Пуччини)
- Сильвио («Паяцы» Р. Леонкавалло)
- Антон («Верка и алые паруса» М. Михайлов, М. Лившиц, Г. Портнов)
- Пенежек («Марица» И. Кальман)
- Дежурный («Летучая мышь» И. Штраус)
- Альфред Дуллитл («Моя прекрасная леди» Ф. Лоу)
- Пабло («Поцелуй Чаниты» Ю. Милютин)
- Сомбреро («Любить воспрещается» А. Эшпай)

## Признание
- Народный артист Республики Марий Эл (1997)[1][2][3][5]
- Заслуженный артист Марийской АССР (1982)[1][2][3][5]